# Rabanera de Cameros
Rabanera de Cameros oder auch nur Rabanera ist ein Bergort und eine zur bevölkerungsarmen Serranía Celtibérica gehörende Gemeinde (municipio) mit nur noch 31 Einwohnern (Stand: 2024) in der Autonomen Gemeinschaft La Rioja im Norden Spaniens.

## Lage und Klima
Der Bergort Rabanera de Cameros liegt am Río Rabanera in einem Seitental des Río Leza in der Region Camero Viejo gut 42 km (Fahrtstrecke) südlich der Provinzhauptstadt Logroño in einer Höhe von ca. 970 m. Soria, die Hauptstadt der südlich an die Rioja angrenzenden altkastilischen Provinz, befindet sich knapp 70 km südlich. Das Klima ist gemäßigt bis warm; Regen (ca. 605 mm/Jahr) fällt hauptsächlich im Winterhalbjahr.

## Bevölkerungsentwicklung
| Jahr      | 1857 | 1900 | 1950 | 2000 | 2018 |
| Einwohner | 211  | 212  | 155  | 38   | 32   |

Infolge der Mechanisierung der Landwirtschaft, der Aufgabe bäuerlicher Kleinbetriebe und des daraus resultierenden geringeren Arbeitskräftebedarfs ist die Einwohnerzahl des Bergorts seit der Mitte des 20. Jahrhunderts deutlich zurückgegangen (Landflucht).

## Wirtschaft
Die Gemeinde war jahrhundertelang zum Zweck der Selbstversorgung landwirtschaftlich orientiert, wobei die Viehwirtschaft (Milch, Käse, Fleisch) im Vordergrund stand; aus der Schafwolle wurden Weberzeugnisse hergestellt, die auch getauscht oder verkauft werden konnten. Aber auch Obst, Gemüse und Getreide wurden angebaut. Im 18. Jahrhundert kam die Herstellung von Textilien (paños) als Wirtschaftsfaktor hinzu, die jedoch bereits gegen Ende des 19. Jahrhunderts eingestellt wurde. Heute werden vor allem im Sommerhalbjahr Ferienwohnungen (casas rurales) vermietet.

## Geschichte
Keltiberische, römische, westgotische und selbst islamisch-maurische Siedlungsspuren wurden auf dem Gemeindegebiet nicht entdeckt. Das hochgelegene Gebiet diente jahrhundertelang als Sommerweide für Schafe und Ziegen. Eine militärische Rückeroberung (reconquista) durch die Christen fand wohl nicht statt, doch wurde der Platz im Rahmen der Repoblación allmählich besiedelt. Seit etwa 1040 gehörte die Gegend zur vom navarresischen König  García Sánchez III. geschaffenen Grundherrschaft (señorio) der Tierra de Cameros. Im weiteren Verlauf des Mittelalters war die Region zeitweise zwischen den Königreichen Kastilien und Navarra umstritten; im Jahr 1366 vermachte Heinrich von Trastamara als Dank für geleistete Dienste 40 Dörfer, darunter auch Rabanera, an Juan Ramírez de Arellano, dessen Nachfahren, die Condes de Águilar und die Duques de Abrantes lange Zeit Grundherrn (señores) der Gegend blieben. Nach der Abschaffung der Grundherrschaften im Jahr 1811 gehörte das Gebiet der Cameros zur Provinz Soria und kam erst im Jahr 1833 zur neugeschaffenen Provinz Logroño, aus der in den 1980er Jahren die Autonome Region La Rioja hervorging.

## Sehenswürdigkeiten
- Die weitgehend aus unbearbeiteten Natursteinen errichtete Iglesia Parroquial de la Asunción steht auf dem höchsten Punkt des Ortes; sie wurde im Wesentlichen im 16. Jahrhundert errichtet. Die südliche Sakristei, der dreigeteilte Glockengiebel (espadaña) und der auf der Südseite befindliche Portikus (portico) wurden im Jahre 1641 hinzugefügt. Im Jahr 1970 drohte der Verfall der Kirche, sie konnte jedoch durch eine Restaurierung weitgehend erhalten werden.
- Eine im 16./17. Jahrhundert erbaute Wasserleitung (acueducto) über den Río Rabanera ist nur noch bruchstückhaft erhalten.